# 追憶 (唱歌)
「追憶」（ついおく）は、アメリカ合衆国で賛美歌、聖歌として歌われていた「フリー・アズ・ア・バード (Flee as a bird)」ないし「フリー・アズ・ア・バード・トゥ・ユア・マウンテン (Flee as a bird to your mountain)」に、古関吉雄が日本語詞をつけ、1939年に発表された唱歌。第二次世界大戦後の日本では、音楽の教科書に掲載されるなど広く知られ、また「フリー・アズ・ア・バード」の演奏が、日本語ではこの曲名で紹介されることもある。

## 「フリー・アズ・ア・バード」
「フリー・アズ・ア・バード」は、アメリカ合衆国の詩人で、賛美歌の作詞作曲もしたメアリ・S・B・シンドラー（旧姓：ダナ (Dana)）が、スペインの旋律をもとに、旧約聖書の詩篇（第11篇）に基づいて作詞した賛美歌とされる。ただし、原曲となった具体的な楽曲は特定されていない。曲名は「鳥のように、（向こうの山に）飛んでゆけ」を意味する冒頭の1行から取られている。
1916年には、コントラルトのルイーズ・ホーマーがこの曲を録音している。
この曲は、セカンド・ラインとして知られるニューオーリンズにおける黒人の葬送の際によく演奏される楽曲でもあり、それを再現したジャズ・ミュージシャンによる演奏でもしばしば取り上げられ、ルイ・アームストロングやジョージ・ルイスから、ウィントン・マルサリスまで、様々な音楽家による録音がある。ジェリー・ロール・モートンは、1927年に発表した「デッド・マン・ブルース (Dead Man Blues)」の冒頭に、この曲からの引用を盛り込んでいる。

## 日本語での歌唱

### 「月みれば」
「フリー・アズ・ア・バード」をもとに日本語詞をつける取り組みの最初は、1890年に『明治唱歌 第五集』に収録される形で発表された、大和田建樹による「月みれば」であった。

### 「故小妹」
1919年には、ユニテリアンのサークルであった「惟一倶楽部」名義の日本語詞による「故小妹」（こしょうまい）が発表され、後には喜波貞子や藤山一郎によって録音も行われた。

### 「追憶」
1939年に、明治大学教授であった古関吉雄は、「追憶」と題して、「星影やさしく　またたくみ空」で歌い出す歌詞を発表し、以降、学校教科書などで取り上げられるようになって、この曲の代表的な日本語詞となった。